# Adyliget
Adyliget ([ˈɒdiligɛt], en allemand : Hotterbergl) est un quartier de Budapest situé dans le 2e arrondissement de la ville, au cœur des collines de Buda, à la frontière avec Budakeszi.